# 北広島市開拓記念公園
北広島市開拓記念公園（きたひろしまし かいたくきねんこうえん）は、北海道北広島市にある公園。市役所のほど近くに所在する。
1984年（昭和59年）に広島町（当時）の開基百年を記念する事業の一環として造園された。開拓時代の水源地跡を利用しており、園内には小川が整備されている。ところどころに北広島の歴史を記した説明板があり、目を通すことで同市についての知識をひと通り得られるようになっている。

## 碑

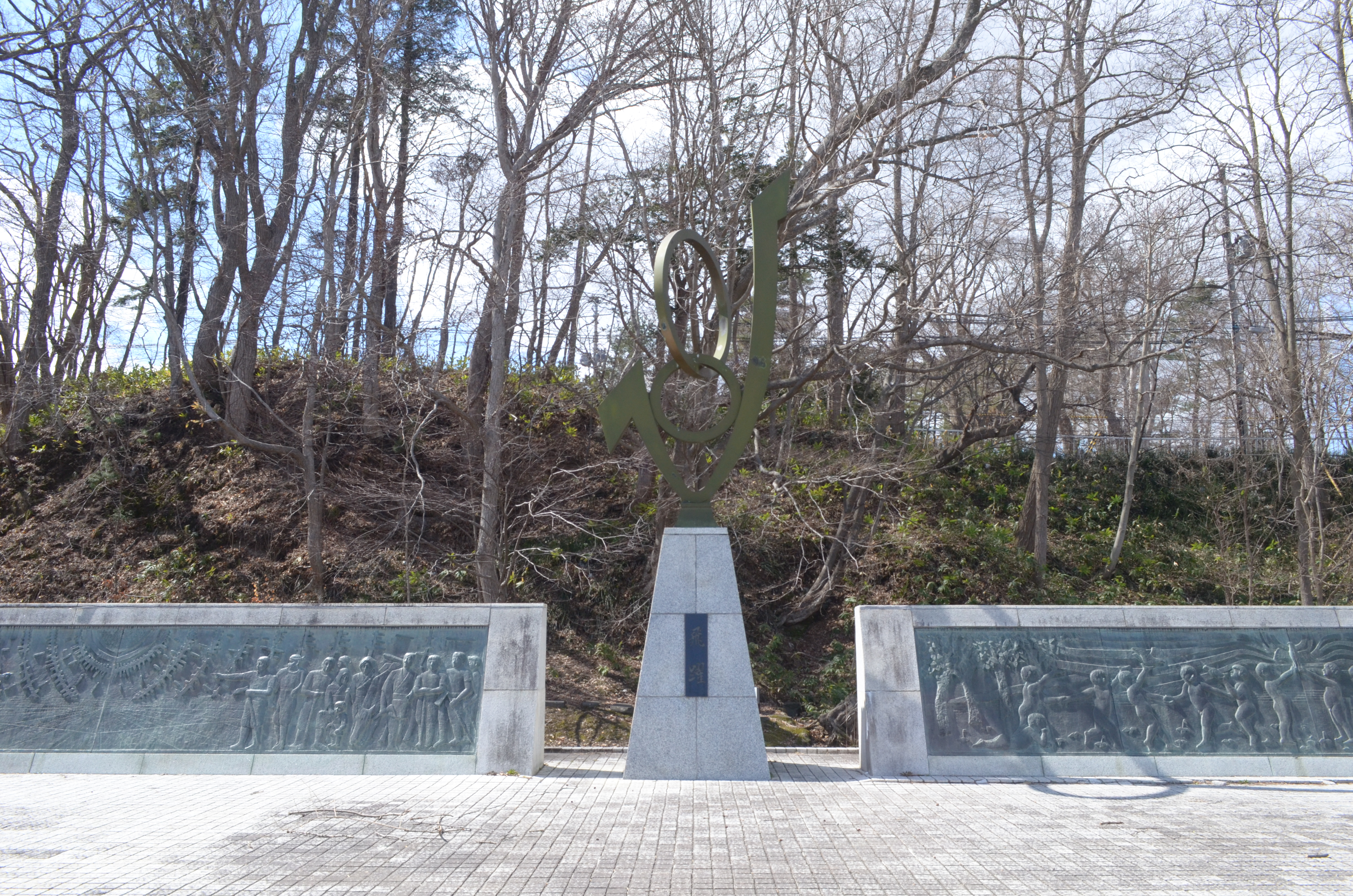
飛躍
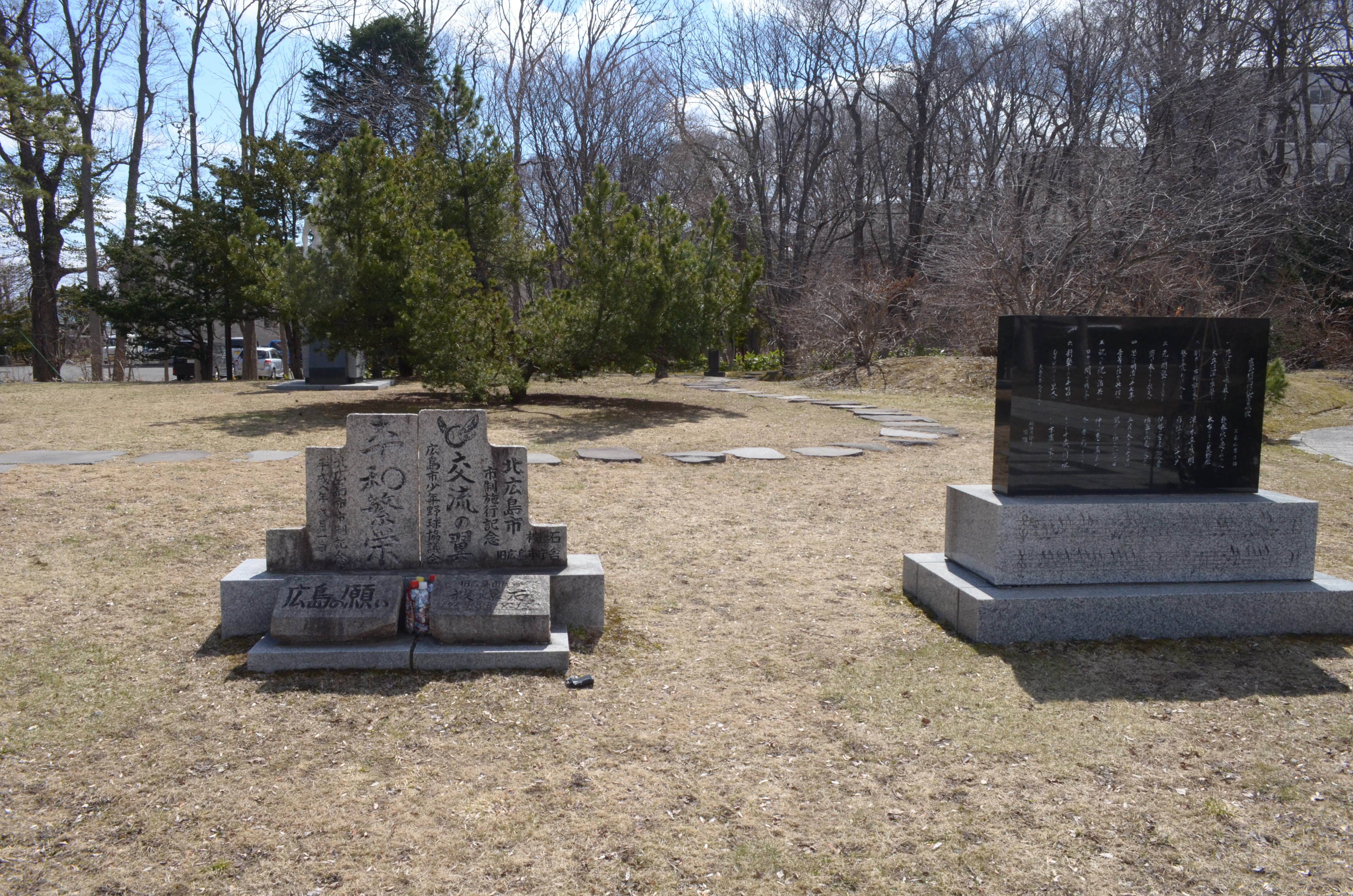
交流の翼（左）、歌碑（右）
広島村この地にはじまる

飛躍
園内の中央に据えられたモニュメントで、広島の「ひ」の字に「100年」があしらわれている。
また、左右には子供たちが遊ぶ姿を描いたレリーフが置かれている。
交流の翼
広島県出身者によって開拓された北広島と、広島市との交流を示す碑。広島市少年野球協議会から贈られた。
広島市への原子爆弾投下によって被爆した、旧広島市庁舎の石から造られている。
広島開村記念歌 歌碑
広島市との交流記念に、ライオンズクラブが建立した。
広島村この地にはじまる
広島村開村八十周年記念碑。
開拓地に立つ親子像は本田明二による制作で、1964年（昭和39年）5月23日に除幕式が行われた。
当初設置された場所は輪厚川河畔にあった和田郁次郎邸跡の小公園だが、1980年（昭和55年）11月の道路改修工事でその小公園が消失したため、現在地に移設された。
- 飛躍
- 交流の翼（左）、歌碑（右）
- 広島村この地にはじまる